# Sephena waxa
Sephena waxa är en insektsart som beskrevs av Medler 2000. Sephena waxa ingår i släktet Sephena och familjen Flatidae. Inga underarter finns listade i Catalogue of Life.